# كلمن لافريتش
كلمن لافريتش (بالسلوفينية: Klemen Lavrič)‏ (مواليد 12 يونيو 1981) هو لاعب كرة قدم. يلعب مع منتخب سلوفينيا لكرة القدم منذ عام 2004.

## مسيرته الكروية
لعب كلمن لافريتش خلال مسيرته الاحترافية مع 10 أندية في سبعة عشر موسمًا وسجل خلالها 87 هدفًا ضمن 302 مباراة. حيث فاز في موسمين بالكأس وفي موسم واحد بالدوري.
خاض كلمن لافريتش مسيرته مع نادي رودار فيلينيه في موسم 1998–99 ليلعب معه أربعة مواسم، مشاركًا في 91 مباراة سجل خلالها 27 هدفًا. ثم انتقل إلى نادي هايدوك سبليت في موسم 2002–03 ولمدة موسمين، حيث شارك في 7 مباريات سجل خلالها هدفًا واحدًا. لينتقل بعدها إلى نادي إنتر زابرشيتش في موسم 2003–04 لمدة موسم واحد، مشاركًا في 10 مباريات سجل خلالها 3 أهداف. ثم انتقل إلى نادي دينامو درسدن في موسم 2004–05 لمدة موسم واحد، مشاركًا في 31 مباراة سجل خلالها 17 هدفًا. هذا وانتقل لاحقًا إلى نادي دويسبورغ في موسم 2005–06 واستمر معه طيلة ثلاثة مواسم، مشاركًا في 69 مباراة سجل خلالها 20 هدف. ثم انتقل بعدها إلى نادي أوميا أرديجا في عامي 2008-2010 ولمدة موسمين، مشاركًا في 21 مباراة سجل خلالها 5 أهداف. ليعود وينتقل من جديد، لكن هذه المرة إلى نادي شتورم غراتس في موسم 2009–10 لمدة موسم واحد، مشاركًا في 26 مباراة سجل خلالها 8 أهداف. لينتقل بعدها إلى نادي سانت غالن في موسم 2010–11 لمدة موسم واحد، مشاركًا في 13 مباراة سجل خلالها هدفًا واحدًا. ثم لعب في نادي كارلسروه في موسم 2011–12 لمدة موسم واحد، مشاركًا في 31 مباراة سجل خلالها 5 أهداف. ليعود ويرتحل عنه إلى Kapfenberger SV ‏ في موسم 2013–14 لمدة موسم واحد، مشاركًا في 3 مباريات ولم يسجل أي هدف.

## وصلات خارجية
- كلمن لافريتش على موقع الاتحاد الدولي (مؤرشف)  (الإنجليزية)
- كلمن لافريتش على موقع الاتحاد الأوربي (الإنجليزية)
- كلمن لافريتش على موقع رابطة كرة القدم اليابانية للمحترفين (اليابانية)
- كلمن لافريتش على موقع قاعدة بيانات كرة القدم.إي يو (الإنجليزية)
- كلمن لافريتش على موقع بيانات كرة القدم. دي إي (الألمانية)
- كلمن لافريتش على موقع ناشيونال فوتبول تيمز (الإنجليزية)
- كلمن لافريتش على موقع Soccerway.com (الإنجليزية)
- كلمن لافريتش على موقع عالم كرة القدم.نت (الإنجليزية)
- National Football Teams